# Пи, Жорже
Жорже Таварес Пи (порт.-браз. Jorge Tavares Py; 14 ноября 1898, Порту-Алегри — 9 марта 1930, Терезополис, Рио-де-Жанейро) — бразильский футболист, защитник.

## Карьера
Жорже Пи родился в семье Аурелио Пи (1854—1916) и Эрнестины Нунес да Силва Таварес (1862—1952). Его дедушкой по материнской линии был генерал и политик Жуан Нунес да Силва Таварес. У Жорже также был брат, ставший футболистом — Жуан Таварес Пи. Также в семье были сёстры — Матилда Таварес Пи (родилась в 1894) и Аурелия Мария Таварес Пи (родилась 1896). У Аурелио это был второй брак. От первого у него также были дети: Мануэл де Лима Пи (родился 1877), Франсиско де Лима Пи (1879—1936), Эдмундо де Лима Пи (родился 1880), Аурелио де Лима Пи младший (1882—1949), Элвира де Лима Пи (1885—1886) и Флоренсио де Лима Пи (родился 1887).
Пи начал карьеру в клубе «Гремио» в 1914 году. 30 августа он дебютировал в составе команды в матче с «Фриш Ауф» (5:0). Эта встреча проводилась в рамках чемпионата Порту-Алегри, выигранного «Гремио». Годом позже клуб выиграл ещё один титул сильнейшей команды Порту-Алегри, однако Пи в этом розыгрыше на поле не выходил. 20 мая 1917 года он забил первый мяч в составе клуба, поразив ворота «Бразил де Пелотас» (2:1). Со следующего сезона Пи стал твёрдым игроком основного состава «Гремио». В 1919 году он выиграл свой второй титул чемпиона Порту-Алегри. А затем побеждал в этом турнире ещё пять раз. В 1921 году Пи помог команде выиграл первый в её истории титул чемпиона штата Риу-Гранди-ду-Сул, а годом позже повторил этот успех. 28 июня 1925 года Жорже провёл последний матч в составе «Гремио» против «Сан-Жозе» (5:1). А всего сыграл за клуб в 126 матчах и забил 8 голов.
В 1926 году Пи уехал в Рио-де-Жанейро, где стал игроком «Флуминенсе». 11 июля 1926 года он дебютировал в составе команды в матче с «Гуаратингетой» (2:1). На следующий год футболист выиграл с командой турнир Начала чемпионата Рио-де-Жанейро. 9 марта 1930 года Пи провёл свою последнюю встречу за «Флуминенсе» с «Унианом» из Терезополиса (5:1). В тот же день команда возвращалась на двухвагонном поезде в Рио-де-Жанейро. Во время поездки близ ныне не существующей станции Собербу поезд, ехавший с горы, перестал реагировать на действия машиниста. Первым среди пассажиров среагировал Пи, потянув в своём вагоне за кран экстренного торможения. Это не помогло, и на ближайшем повороте поезд сошёл с рельсов и срезался в насыпь. После аварии игроки «Флуминенсе» начали оказывать самым пострадавшим экстренную помощь, а всю организацию этого процесса взял на себя главный тренер команды Луис Виньяэс. Погибло 8 человек, включая двух детей. Среди погибших был Пи, которого зажало между вагоном и насыпью, а его голову пронзил кусок железа.

## Статистика
| Сезон | Клуб       | Лига         | Чемпионат | Чемпионат | Чемпионат города | Чемпионат города | Турнир Начала | Турнир Начала | Прочие | Прочие |
| Сезон | Клуб       | Лига         | Игры      | Голы      | Игры             | Голы             | Игры          | Голы          | Игры   | Голы   |
| ----- | ---------- | ------------ | --------- | --------- | ---------------- | ---------------- | ------------- | ------------- | ------ | ------ |
| 1914  | Гремио     | Лига Гаушу   | —         | —         | 1                | 0                | —             | —             | 0      | 0      |
| 1915  | Гремио     | Лига Гаушу   | —         | —         | 0                | 0                | —             | —             | 2      | 0      |
| 1916  | Гремио     | Лига Гаушу   | —         | —         | 2                | 0                | —             | —             | 0      | 0      |
| 1917  | Гремио     | Лига Гаушу   | —         | —         | 0                | 0                | —             | —             | 9      | 2      |
| 1918  | Гремио     | Лига Гаушу   | —         | —         | 8                | 0                | —             | —             | 4      | 0      |
| 1919  | Гремио     | Лига Гаушу   | 1         | 0         | 8                | 0                | —             | —             | 4      | 0      |
| 1920  | Гремио     | Лига Гаушу   | 4         | 0         | 7                | 1                | —             | —             | 10     | 0      |
| 1921  | Гремио     | Лига Гаушу   | 6         | 0         | 9                | 0                | —             | —             | 9      | 1      |
| 1922  | Гремио     | Лига Гаушу   | 4         | 0         | 7                | 1                | —             | —             | 5      | 2      |
| 1923  | Гремио     | Лига Гаушу   | 0         | 0         | 1                | 0                | —             | —             | 3      | 0      |
| 1924  | Гремио     | Лига Гаушу   | 0         | 0         | 9                | 0                | —             | —             | 3      | 1      |
| 1925  | Гремио     | Лига Гаушу   | 0         | 0         | 4                | 0                | —             | —             | 6      | 0      |
| 1926  | Флуминенсе | Лига Кариока | 2         | 0         | —                | —                | 0             | 0             | 1      | 0      |
| 1927  | Флуминенсе | Лига Кариока | 17        | 0         | —                | —                | 3             | 0             | 3      | 0      |
| 1928  | Флуминенсе | Лига Кариока | 18        | 0         | —                | —                | 1             | 0             | 4      | 0      |
| 1929  | Флуминенсе | Лига Кариока | 18        | 0         | —                | —                | 3             | 0             | 3      | 0      |
| 1930  | Флуминенсе | Лига Кариока | 0         | 0         | —                | —                | 0             | 0             | 3      | 0      |

## Достижения
- Чемпион штата Риу-Гранди-ду-Сул: 1921, 1922
- Чемпион Порту-Алегри: 1914, 1919, 1920, 1921, 1922, 1923, 1925
- Победитель турнира Начала чемпионата Рио-де-Жанейро: 1927

## Личная жизнь
8 марта 1922 года Жорже женился на Селине да Косты. 7 декабря 1922 года у них родился сын Милтон Пи.